# Sân bay Zabré
Sân bay Zabré (IATA: XZA, ICAO: DFEZ) là một sân bay ở Zabré, Burkina Faso.